# Atletism la Jocurile Olimpice de vară din 2020 - Triplusalt (masculin)
Proba masculină de triplusalt de la Jocurile Olimpice de vară din 2020 a avut loc în perioada 3-5 august 2021 pe Stadionul Național al Japoniei.

## Recorduri
Înaintea acestei competiții, recordurile mondiale și olimpice erau următoarele:
| Record           | Atlet                  | Rezultat | Loc                    | Data          |
| ---------------- | ---------------------- | -------- | ---------------------- | ------------- |
| World record     | Jonathan Edwards (GBR) | 18,29 m  | Göteborg, Suedia       | 7 august 1995 |
| Recordul olimpic | Kenny Harrison (USA)   | 18,09 m  | Atlanta, Statele Unite | 27 iulie 1996 |

## Program
Orele sunt ora Japoniei (UTC+9) 
| Data                 | Oră  | Etapă      |
| -------------------- | ---- | ---------- |
| Marți, 3 august 2021 | 9:00 | Calificări |
| Joi, 5 august 2021   | 9:00 | Finala     |

## Rezultate

### Calificări
Reguli de calificare în finală: se califică în finală orice sportiv care sare lungimea de 17,05m (C) sau cele mai bune 12 rezultate (c).
| Loc | Grupă | Nume                 | Țară                       | 1     | 2     | 3     | Rezultat | Note  |
| --- | ----- | -------------------- | -------------------------- | ----- | ----- | ----- | -------- | ----- |
| 1   | B     | Pedro Pichardo       | Portugalia                 | 16,98 | 17,71 | —     | 17,71    | C, SB |
| 2   | B     | Necati Er            | Turcia                     | x     | 16,70 | 17,13 | 17,13    | C     |
| 3   | A     | Zhu Yaming           | China                      | 17,11 | —     | —     | 17,11    | C     |
| 4   | A     | Cristian Nápoles     | Cuba                       | 17,08 | —     | —     | 17,08    | C, SB |
| 5   | B     | Yasser Triki         | Algeria                    | 16,75 | 16,67 | 17,05 | 17,05    | C     |
| 6   | B     | Donald Scott         | Statele Unite ale Americii | 17,01 | 16,43 | r     | 17,01    | c     |
| 7   | A     | Andrea Dallavalle    | Italia                     | 16,99 | 16,59 | —     | 16,99    | c     |
| 8   | A     | Will Claye           | Statele Unite ale Americii | 16,78 | 16,88 | 16,91 | 16,91    | c     |
| 9   | B     | Emmanuel Ihemeje     | Italia                     | 16,88 | x     | 16,28 | 16,88    | c     |
| 10  | B     | Fang Yaoqing         | China                      | 16,79 | 16,69 | 16,84 | 16,84    | c     |
| 11  | B     | Melvin Raffin        | Franța                     | 16,49 | 16,83 | 16,58 | 16,83    | c     |
| 12  | A     | Hugues Fabrice Zango | Burkina Faso               | 16,83 | 16,46 | 16,37 | 16,83    | c     |
| 13  | A     | Tobia Bocchi         | Italia                     | 16,78 | 16m67 | 15m45 | 16m78    |       |
| 14  | A     | Wu Ruiting           | China                      | x     | 16,73 | 16,10 | 16,73    |       |
| 15  | A     | Nazim Babayev        | Azerbaidjan                | 16,38 | 16,30 | 16,72 | 16,72    | SB    |
| 16  | A     | Tiago Pereira        | Portugalia                 | 16,62 | 16,71 | 15,79 | 16,71    |       |
| 17  | B     | Max Heß              | Germania                   | 13,79 | 16,69 | x     | 16,69    |       |
| 18  | B     | Chris Benard         | Statele Unite ale Americii | 16,44 | 16,59 | 16,49 | 16,59    |       |
| 19  | B     | Benjamin Compaoré    | Franța                     | 16,59 | 16,39 | 15,29 | 16,59    |       |
| 20  | A     | Mateus de Sá         | Brazilia                   | 16,49 | x     | 16,33 | 16,49    |       |
| 21  | B     | Levon Aghasyan       | Armenia                    | x     | 16,42 | x     | 16,42    |       |
| 22  | B     | Ben Williams         | Marea Britanie             | x     | 16,30 | x     | 16,30    |       |
| 23  | B     | Almir dos Santos     | Brazilia                   | x     | 16,27 | 16,27 | 16,27    |       |
| 24  | A     | Carey McLeod         | Jamaica                    | 15,82 | 16,01 | x     | 16,01    |       |
| 25  | B     | Pablo Torrijos       | Spania                     | 15,87 | x     | x     | 15,87    |       |
| 26  | A     | Alexsandro Melo      | Brazilia                   | 15,65 | r     | —     | 15,65    |       |
| 27  | A     | Nelson Évora         | Portugalia                 | x     | 15,39 | x     | 15,39    |       |
|     | A     | Lasha Gulelauri      | Georgia                    | x     | x     | —     | FM       |       |
|     | A     | Jean-Marc Pontvianne | Franța                     | x     | x     | x     | FM       |       |
|     | A     | Ruslan Kurbanov      | Uzbekistan                 | x     | r     | —     | FM       |       |
|     | B     | Dimitrios Tsiamis    | Grecia                     | x     | r     | —     | FM       |       |
|     | B     | Andy Díaz            | Cuba                       | —     | —     | —     | NS       |       |

### Finala
| Loc | Nume                 | Țară                       | 1     | 2     | 3     | 4                        | 5                        | 6                        | Rezultat | Note |
| --- | -------------------- | -------------------------- | ----- | ----- | ----- | ------------------------ | ------------------------ | ------------------------ | -------- | ---- |
| 1   | Pedro Pichardo       | Portugalia                 | 17,61 | 17,61 | 17,98 | x                        | —                        | x                        | 17,98    | RN   |
| 2   | Zhu Yaming           | China                      | 16,63 | 17,41 | 17,11 | 17,16                    | 17,57                    | 15,02                    | 17,57 PB |      |
| 3   | Hugues Fabrice Zango | Burkina Faso               | 15,91 | 16,83 | 17,47 | x                        | 17,31                    | 17,43                    | 17,47    |      |
| 4   | Will Claye           | Statele Unite ale Americii | 17,19 | x     | 17,44 | 16,69                    | 17,04                    | 17,36                    | 17,44 SB |      |
| 5   | Yasser Triki         | Algeria                    | 17,30 | 17,42 | 17,40 | 17,08                    | 17,43                    | 17,10                    | 17,43    | RN   |
| 6   | Necati Er            | Turcia                     | 16,84 | 15,27 | 17,25 | —                        | x                        | x                        | 17,25 SB |      |
| 7   | Donald Scott         | Statele Unite ale Americii | 17,15 | x     | 16,86 | 17,18                    | 16,79                    | 16,95                    | 17,18 SB |      |
| 8   | Fang Yaoqing         | China                      | 16,95 | 16,52 | 16,53 | 17,01                    | 14,60                    | 15,94                    | 17,01    |      |
| 9   | Andrea Dallavalle    | Italia                     | 16,62 | 16,85 | 16,74 | Nu a avansat mai departe | Nu a avansat mai departe | Nu a avansat mai departe | 16,85    |      |
| 10  | Cristian Nápoles     | Cuba                       | x     | 16,63 | x     | Nu a avansat mai departe | Nu a avansat mai departe | Nu a avansat mai departe | 16,63    |      |
| 11  | Emmanuel Ihemeje     | Italia                     | x     | 16,52 | 16,04 | Nu a avansat mai departe | Nu a avansat mai departe | Nu a avansat mai departe | 16,52    |      |
| 12  | Melvin Raffin        | Franța                     | x     | x     | x     | Nu a avansat mai departe | Nu a avansat mai departe | Nu a avansat mai departe |          | FM   |